# 皇家塔马利联足球俱乐部
皇家塔马利联足球俱乐部（Real Tamale United）是加纳的职业足球俱乐部，位于加纳塔马利。
俱乐部的主体育场为卡拉丹公园(Kaladan Park)。

## 球队荣誉
- 加纳Telecom赛事: 1次

1997/98
- 加纳足协杯
  - 亚军 : 1981年, 1986年, 1998年